# كين ماتسوموتو
كين ماتسوموتو (باليابانية: 松本 憲) (28 أغسطس 1987 في يوكوهاما في اليابان – )؛ هو لاعب كرة قدم ياباني سابق كان يلعب كلاعب وسط.

## وصلات خارجية
- كين ماتسوموتو على موقع رابطة كرة القدم اليابانية للمحترفين (اليابانية)
- كين ماتسوموتو على موقع قاعدة بيانات كرة القدم.إي يو (الإنجليزية)
- كين ماتسوموتو على موقع Soccerway.com (الإنجليزية)
- كين ماتسوموتو على موقع عالم كرة القدم.نت (الإنجليزية)